# The Icicle Works

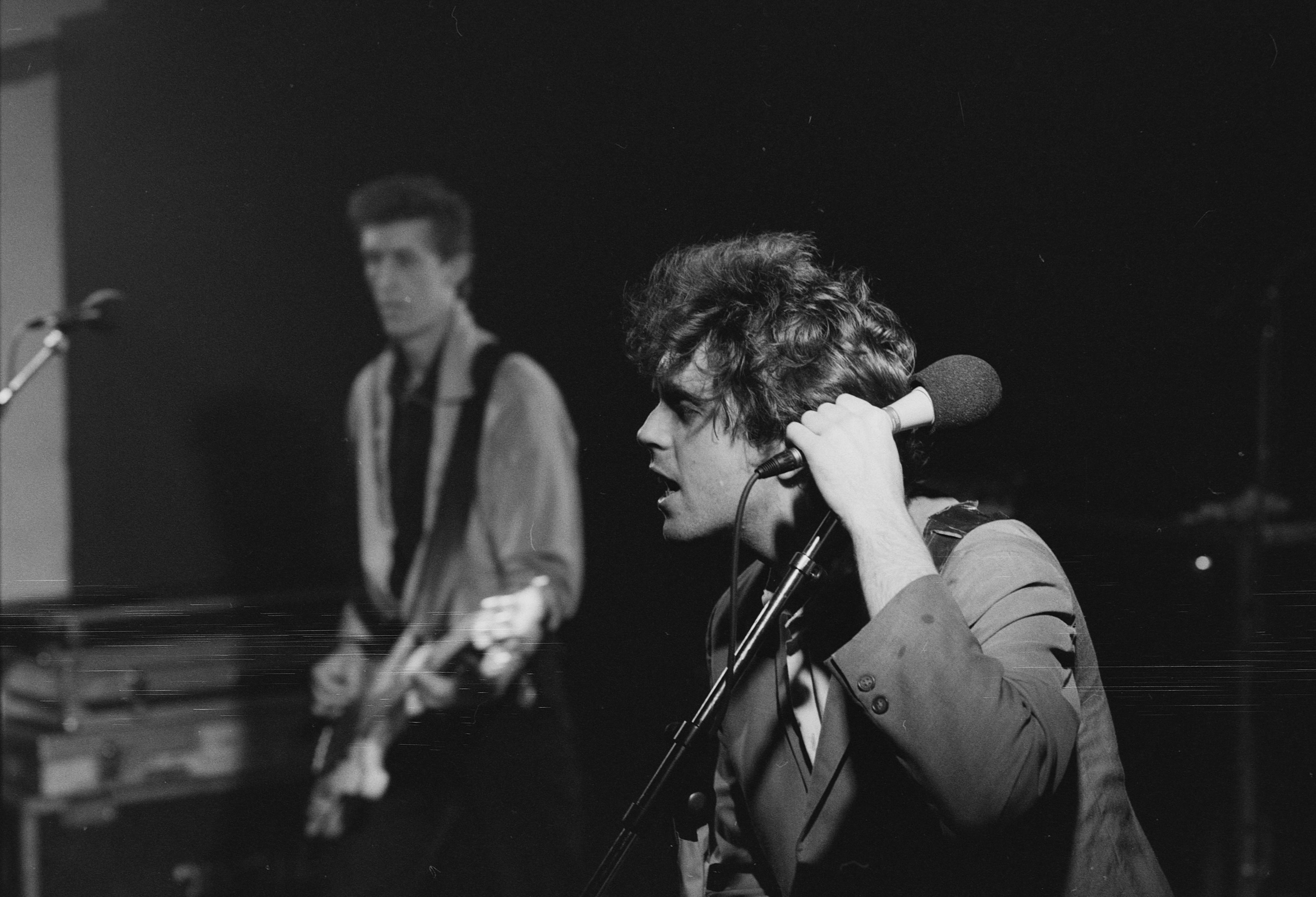
The Icicle Works (1987)

The Icicle Works var en brittisk new wave-grupp bildad 1980 av Ian McNabb (sång, gitarr, keyboards), Chris Sharrock (trummor) och Chris Layhe (elbas).
Gruppen skivdebuterade i oktober 1982 med singeln Nirvana och fick kontrakt med Beggars Banquet Records. 1984 fick bandet sin största hit med låten Love Is a Wonderful Colour som nådde 15:e plats på UK Singles Chart. Singeln Birds Fly (Whisper To a Scream) blev samma år en mindre hit i hemlandet, men en större framgång i USA där den (med titeln "Whisper To a Scream (Birds Fly)") låg fyra veckor på Billboard Hot 100 med som bäst en 37:e plats.
Gruppen gav ut en rad album under 1980-talet som gav dem en trogen publik och ett antal smärre singelhits i hemlandet som Understanding Jane, Evangeline och Who Do You Want For Your Love. Efter albumet Blind 1988 hoppade Sharrock av gruppen för att bli medlem i The Lightning Seeds. Layhe lämnade också gruppen och McNabb fortsatte med nya medlemmar, men utan några framgångar. Efter att albumet Permanent Damage från 1990 floppade lades gruppen ned och Ian McNabb inledde en solokarriär i liknande musikalisk stil.

## Diskografi
Album
- 1984 – The Icicle Works
- 1985 – The Small Price of a Bicycle
- 1987 – If You Want To Defeat Your Enemy Sing His Song
- 1988 – Blind
- 1990 – Permanent Damage

Samlingsalbum
- 1986 – Seven Singles Deep
- 1992 – The Best of The Icicle Works